# Пашкявичюс, Марюс
Марюс Пашкявичюс (лит. Marius Paškevičius; род. 31 октября 1979, Укмерге) — литовский дзюдоист, чемпион и призёр чемпионатов Литвы, бронзовый призёр чемпионатов Европы и мира, участник двух Олимпиад.

## Карьера
Выступал в тяжёлой (свыше 100 кг) и абсолютной весовых категориях. 14-кратный чемпион Литвы, один раз становился серебряным (2005 год) и трижды (1997 и 1998 годы) бронзовым призёром национальных чемпионатов.
На летних Олимпийских играх 2000 года в Сиднее Паскевичус победил аргентинца Алехандро Бендера, но проиграл бразильцу Мариу Сабину и выбыл из дальнейшей борьбы.
На летних Олимпийских играх 2012 года в Лондоне латыш победил представителя Вануату Назарио Фиакаифону, но снова уступил бразильцу, на этот раз Рафаэлу Силве и стал в итоговом протоколе 9-м.